# Fairy Tail
Fairy Tail je manga serija koju je napisao i ilustrovao Hiro Mašima. Serijalizovala se od avgusta 2006 do jula 2017. godine u manga časopisu Weekly Shōnen Magazine izdavačke kuće Kodansha.  Poglavlja su sakupljena u 63 tankobon toma. Priča prati avanture Nacua Dragnila, člana magičnog gilda Fairy Tail, koji putuje po celom svetu da bi našao zmaja zvanog Ignil.
U Srbiji, izdavačka kuća Darkwood prevodi Fairy Tail mangu od 2025. godine.
Manga je adaptirana u anime seriju od strane studija , ,  i . Prva sezona je emitovana od 12. oktobra 2009 do 30. marta 2013. godine. Druga sezona se emitovala od 5. aprila 2014 do 26. marta 2016. godine. Treća sezona se emitovala od 7. oktobra 2018 do 29. septembra 2019. godine. Četvrta sezona, pod imenom , se emitovala od 7. jula 2024. do 5. januara 2025. godine. Manga je veoma popularna, zato je nastalo veliki broj Spin-Off mangi, knjiga i igrica. Takođe su napravljene 9 OVA epizoda i dva animirana filma. 
Nastavak mange, , serijalizuje se na internet aplikaciji  od 25. jula 2018. godine i trenutno ima 21 tankobon. Hiro Mašima piše scenario a Acuo Ueda je zadužen za crtanje.
Od februara 2020. godine, manga ima u cirkulaciji preko 72 miliona primeraka, što je čini jednom od najprodavanijih mangi svih vremena.

## Radnja
U mističnom svetu zvanom Earth Land, magija se koristi u svakodnevnom životu svih stanovnika, od transportacije do kupovine i svega između. Međutim, pored svega toga što ona čini lakšim, magija se može koristiti za zle planove; zbog toga, da bi sprečili zlikovce da poremete svakodnevnicu ljudi, napravljen je sistem magičnih gildova u Kraljevstvu Fiore. Ovi gildovi se sastoje od čarobnjaka koji uzimaju razne poslove da bi postali poznati i bogati. Među njima postoji jedan gild koji je svojom snagom i hrabrošću iznad svih ostalih, i to je Fairy Tail.
U njegovom putu da pronađe svog očuha i staratelja, zmaja zvanog Ignil, Nacu Dragnil, hrabar i nezaustrašiv čarobnjak, zajedno sa njegovim drugarom Hepijem se susreću sa mladom čarobnjakinjom po imenu Lusi Hartfilia, koja im otkriva da je njen san da postane pravi čarobnjak i pridruži se gildu Fairy Tail. Nakon što su je spasili od pokušaja otmice, Nacu joj pruža dom u gildu Fairy Tail. Sada kao član gilda, Lusi se pridružuje Nacu i sprijateljuje se sa čarobnjacima koji se zovu Grej Fulbaster i Erza "Titania" Skarlet. Zajedno, ova mala družina kreće u mnoge avanture, stičući nove prijatelje i opasne neprijatelje usput.

## Franšiza

### Manga
je napisao i ilustrovao Hiro Mašima. Manga se od 2. avgusta 2006 do 26. jula 2017. godine objavljivala u Kodanšinom časopisu Weekly Shōnen Magazine, sa ukupno 63 tankobona. 2008. godine je izašao specijalni krosover one-shot između mange Fairy Tail i mange Miki Jošikave Yankee-kun to Megane-chan, pod imenom Fairy Megane, u magazinu Weekly Shōnen Magazine. Kasnije je izašla u Fairy Tail+, zvaničnom fanbuku koji je izašao 17. maja 2010. Još jedan krosover sa Mašimovom prvom mangom Rave je izašao 20. aprila 2011. godine. Specijalno izdanje magazina Weekly Shōnen Magazine koje je izašlo 19. oktobra 2013. godine je sadržalo kratku krosover mangu između Fairy Tail i mange Nakaba Suzuke Nanatsu no Taizai gde su oboje nacrtail kratki četvoropanelni strip za njihove mange. Pravo krosover poglavje je izašlo u magazinu 25. decembra 2013. godine. Sporedne priče koje imaju dva tankobona, pod nazivom Fairy Tail S, sadrže priče koje je Mašima objavljivao u raznim japanskim magazinima tokom godina, su izašla 16. septembra 2016. godine. Manga je dobila one-shot koji je izašao 3. jula 2024. godine.

#### mange
Osam Spin-Off mangi bazirane na originalnoj mangi su izašle. Prve dve serije, Fairy Tail Zerø koju je nacrtao i ilustrovao Mašima i Tale of Fairy Tail: Ice Trail koju je nacrtao i ilustrovao Jusuke Širato, su počele u novom magazinu Monthly Fairy Tail Magazine 16. jula 2014, a završile su se u trinaestom i poslednjem izdanju magazina 17. jula 2015. godine. Treća serija, Fairy Tail: Blue Mistral koju je napisala i ilustrovala Rui Vatanabe, se serijalizovala u Kodanšinom šodžo magazinu Nakayoshi od 2. avgusta 2014. do 1. decembra 2015. godine, dok je druga manga, Fairy Girls koju je nacrtao i ilustrovao BOKU, se serijalizovala u magazinu Magazine Special od 20. novembra 2014. do 20. avgusta 2016. godine. Kjota Šibano je napisao i ilustrovao trodelnu meta seriju Fairy Tail Gaiden koja se objavljivala na Kodanšinoj besplatnoj nedeljnoj manga aplikaciji Magazine pocket. Serija je počela 2015. godine sa Kengami no Sōryū pričom od 30. jula do 4. novembra, koju nastavlja Rhodonite od 18. novembra 2015. do 30. marta 2016, i završava se sa Raigō Issen od 4. maja do 14. septembra 2016. godine. Nastavak mange, , serijalizuje se na internet aplikaciji  od 25. jula 2018. godine i trenutno ima 21 tankobon. Još jedan spinof, Fairy Tail: Happy no Daibōken, koju je napisao i ilustrovao Kenširo Sakamoto se serijalizovala na istoj aplikaciji od 26. jula  2018. do 2. aprila 2020. godine. 27. juna 2018. godine Mašima je otkrio novu spinof mangu, Fairy Tail: City Hero, koju je napisao i ilustrovao Ušio Ando. Serijalizovala se na internet aplikaciji Magazine pocket od 26. oktobra 2018. do 22. novembra 2019. godine.

### Anime
Manga je proizvela 4 sezone u produkciji studija , ,  i . Prva sezona je emitovana od 12. oktobra 2009 do 30. marta 2013. godine sa ukupno 175 epizoda. Druga sezona se emitovala od 5. aprila 2014 do 26. marta 2016. godine sa ukupno 102 epizode. Treća sezona se emitovala od 7. oktobra 2018 do 29. septembra 2019. godine sa ukupno 51 epizodom. Četvrta sezona, pod imenom , se emitovala od 7. jula 2024. do 5. januara 2025. godine.